# Histadrut
A Histadrut ou Organização Geral dos Trabalhadores em Israel (em hebraico:  ההסתדרות הכללית של העובדים בארץ ישראל‎‎, HaHistadrut HaKlalit shel HaOvdim B'Eretz Yisrael) é uma central sindical dos trabalhadores em Israel. Foi fundada em 1920.
A Histadrut tem o objetivo de proteger os direitos dos trabalhadores. O atual chefe da federação é Avi Nuessenkorn.
O ex-Ministro da Defesa de Israel, Amir Peretz foi chefe da Histadrut.

## História

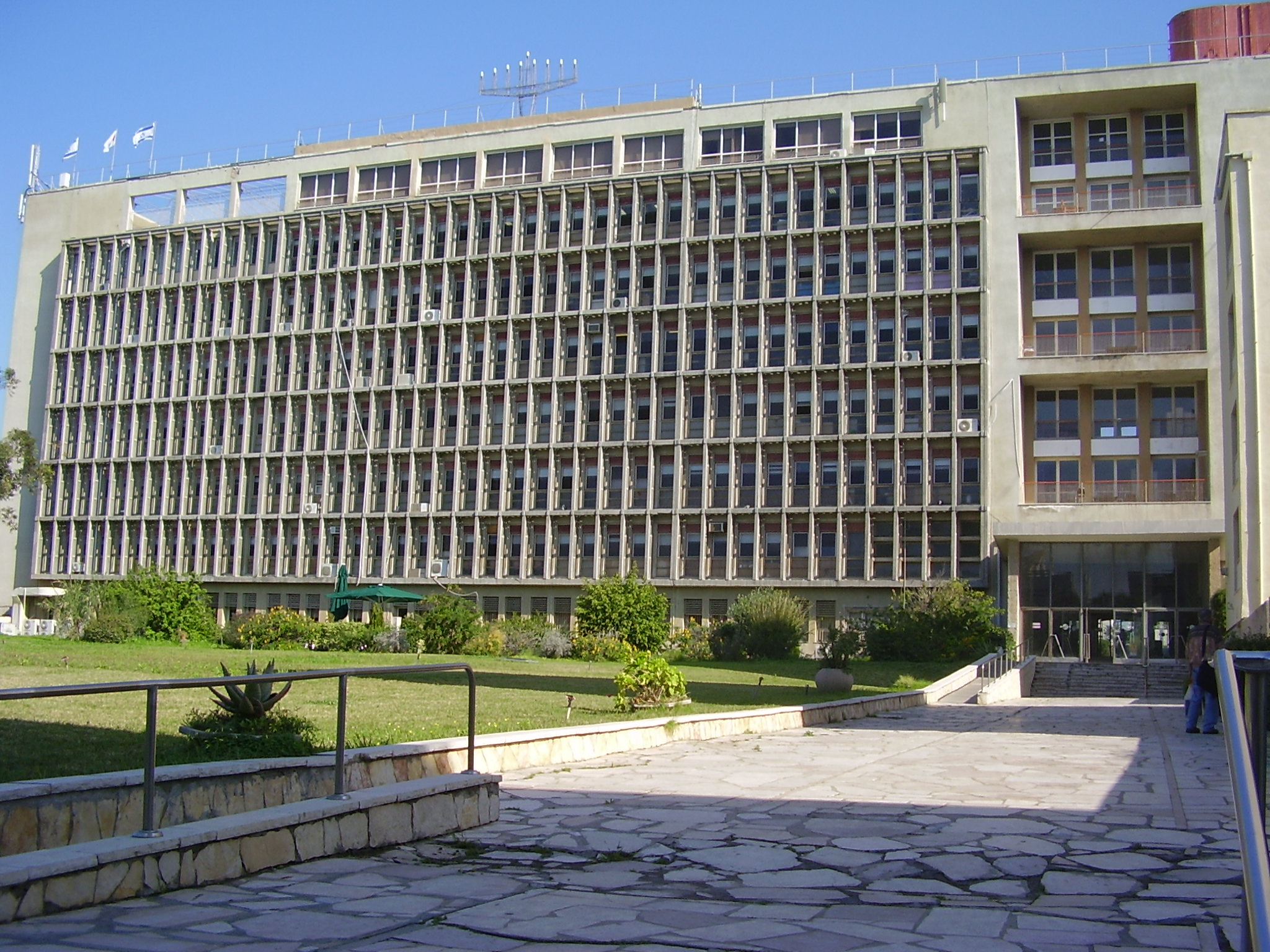
Sede da Histadrut em Tel Aviv

A Histadrut foi fundada em dezembro de 1920, em Haifa para cuidar dos interesses dos trabalhadores judeus. Até 1920, Ahdut HaAvoda e Hapoel Hatzair tinham sido incapazes de criar uma organização unficada de trabalhadores. Em 1920, imigrantes da Terceira Aliyah fundaram a Gdud HaAvoda e exigiram uma organização unificada para todos os trabalhadores judeus, o que levou à criação da Histadrut. No final de 1921, David Ben-Gurion foi eleito como Secretário. Os membros da central sindical aumentaram de 4.400 em 1920 para 8,394 membros em 1922. Por volta de 1927, a Histadrut tinha 25.000 membros, representando 75% dos Judeus da força de trabalho do Mandato britânico da Palestina.
A Histadrut tornou-se uma das mais poderosas instituições do estado de Israel, um dos pilares do movimento trabalhista sionista e, além de ser um sindicato, o papel de construção do Estado o fez proprietário de um número de empresas e fábricas e, por um tempo, o maior empregador do país. Até o momento de Israel começar a afastar-se de uma economia socialista, a Histadrut, juntamente com o governo, era proprietário de maior parte da economia do país. Através de seu braço econômico, Hevrat HaOvdim ("Sociedade de Trabalhadores"), a Histadrut de propriedade e operados por uma série de empresas, incluindo o maior grupo empresarial do país, bem como o maior banco do país, o Banco Hapoalim. O setor de serviços israelense foi completamente dominado pelo Histadrut e pelo governo, e a Histadrut, em grande medida, tem domínio sobre o transporte público, agricultura e seguros. Além disso, ele possuía os serviços de saúde de Israel e sua maior Organização de Manutenção da Saúde (HMO). Clalit foi a única HMO que aceitou pessoa  sem discriminação com base na idade ou estado de saúde, e ser associado a Histadrut era uma pré-condição para a adesão com Clalit, o que significa que muitos Israelenses foram dependentes da Histadrut para o seu seguro de saúde.
| Ano  | Membros | Porcentagem da força de trabalho judeus |
| ---- | ------- | --------------------------------------- |
| 1920 | 4,415   | ...                                     |
| 1923 | 8,394   | 45                                      |
| 1927 | 22,538  | 68                                      |
| 1933 | 35,389  | 75                                      |
| 1939 | 100,000 | 75                                      |
| 1947 | 176,000 | ...                                     |

A quantidade de membros da associação em 1983 foi de 1.600.000 (incluindo dependentes), representando mais de um terço da população total de Israel e cerca de 85% de todos os assalariados. Cerca de 170.000 membros da Histadrut eram árabes (que eram admitidas como membros a partir de 1959). Em 1989, a Histadrut foi o empregador de cerca de 280.000 trabalhadores.
Com a crescente liberalização e desregulamentação da economia israelense desde a década de 1980, o papel e o tamanho do Histradrut diminuiu. Uma grande mudança no poder teve lugar em 1994, quando o Partido Trabalhista perdeu a sua liderança e seu papel de governo na Histadrut, e um novo partido, chamado RAM, composto de indivíduos que haviam deixado o Partido Trabalhista, devido a razões internas e as lutas por poder, assumiu e começou a vender ou eliminar ativos e atividades relacionados ao sindicato, proclamando que a partir de então, ele funcionaria apenas como um sindicato. O mais grave golpe veio em 1995, quando a Lei de Seguro de Saúde Nacional de Israel entrou em vigor, houve a criação de um moderno sistema universal de saúde. Sob esta lei, os Israelitas fosse dada uma escolha de associação entre a Clalit e três outros organizações de saúde, que agora eram proibidos de discriminar os candidatos devido a idade e por razões médicas e a ligação entre a Clarit e a Histadrut foi rompida. Como resultado, muitas pessoas já não dependia da Histadrut para os seus seguros de saúde, e um dos maiores quedas na quantidade de membros da central ocorreu. A associação quase que instantaneamente passou de 1,8 milhões de pessoas (quase 80% da força de trabalho no momento) para cerca de 200.000. A perda de receita causou um enorme declínio da Histadrut, sendo forçado a vender valiosos ativos imobiliários para sobreviver.
A Histadrut conseguiu se recuperar e, gradualmente cresce em número de membros. Em 2005, tinha cerca de 650.000 membros. A este dia, a Histadrut ainda continua a ser uma força poderosa na sociedade e economia israelense. 
Registrando apoio dos protestos de Israel no dia 8 de fevereiro, 2012, Histadrut clamou por uma greve geral em apoio de trabalhadores subcontratados de baixo custo e trabalhadores não organizados, negociando com o governo e os empregadores privados em seu nome, exigindo que os trabalhadores subcontratados sejam contratados diretamente e seja oferecida a remuneração e os benefícios concedidos aos empregados regulares. A resolução foi anunciada no domingo, 12 de fevereiro, que prevê alguns ganhos pelos subempreiteiros, mas também de 3 anos, moratória sobre novas greves mais subcontratado problemas.

## Objetivos
O objetivo inicial da Histadrut foi assumir a responsabilidade por todas as esferas de atividade do movimento dos trabalhadores: o povoamento, a defesa, sindicatos, educação, construção de moradias, saúde, bancos, empreendimentos cooperativos, bem-estar e até mesmo cultura. A Histadrut assumiu as empresas econômicas operadas pelas partes, que operava através de subcontratação, e o seu Gabinete de Informação, que foi expandido para uma bolsa de trabalho. Já depois de alguns meses a Histadrut tornou-se o maior empregador dos Yishuv. A Histadrut conseguiu melhorar os direitos dos trabalhadores, como por exemplo, o direito à greve foi reconhecido, os empregadores devem motivar as dispensas e os trabalhadores conseguiram um lugar para recorrer com suas queixas.
No primeiro ano de existência, o Histadrut não tinha uma liderança central, e muitas iniciativas foram tomadas a nível local. Isso mudou depois David Ben-Gurion tomou lugar na Secretaria-Geral. Ben-Gurion quis transformar a Histadrut em um instrumento nacional para a realização do Sionismo. 
Ben-Gurion transformou a Histadrut em poucos meses. Ele montou uma hierarquia bem definida e reduziu as competências dos conselhos de trabalhadores locais. Ele também centralizou o conjunto de contribuições dos membros, muitos dos quais foram anteriormente utilizados por filiais locais.
Absorção de imigração era vista como uma tarefa muito importante da Histadrut. Providenciar trabalho aos imigrantes era muitas vezes visto como mais importante do que a saúde financeira de suas operações. Os líderes trabalhistas viram falha para absorver os imigrantes como uma falência moral que foi muito pior que a falência financeira. Em 1924, a Escritório da Histadrut para Obras Públicas desabou e foi à falência, e, em 1927, o mesmo aconteceu com o seu sucessor, o privatizado Sollel Boneh. Em ambos os casos, o Executivo Sionista resgatou-os e reconheceu o déficit na categoria de "despesas de absorção de imigração". O Executivo Sionista, compartilhando o objetivo de estimular a imigração com a Histadrut, tinha de fazer isso porque ao lado da Histadrut não havia nenhuma outra organização na Palestina com a capacidade de absorver imigrantes.
Em 1930 a Histadrut havia se tornado o centro da organização da Yishuv. Ele fez o que o Executivo Sionista queria, mas foi incapaz de o fazer: absorver imigrantes e organizar o assentamento agrícola, a defesa e a expansão para novas áreas de produção. De acordo com Tzahor, a Histadrut se tinha tornado "o braço executivo do movimento Sionista, mas um braço de agir por conta própria". Ele tinha se tornado um "estado".
De acordo com Tzahor, enquanto a Histadrut focou na ação construtiva, seus líderes não "abandonaram fundamentais princípios ideológicos". No Entanto, de acordo com Zé'ev Sternhell, em seu livro Os Mitos Fundadores de Israel, os líderes operários já tinham abandonado os princípios socialistas em 1920 e só usou-os como "mobilização de mitos".

## Líderes
O presidente da Histadrut hoje é Avi Nissenkorn. Em 2010, o então presidente Ofer Eini nomeou um vice-presidente, Daniel Avi Nissenkorn, de das fileiras organizacionais. Esta é a primeira vez na história da Histadrut de que a Divisão Sindical foi dirigida por alguém nomeado em uma base profissional, em vez de subir nas fileiras dos comitês de trabalhadores ou eleitos pelos membros da Histadrut.

## Críticas
A Histadrut tem sido criticada pelos sindicatos europeus de trabalhadores e grupos internacionais de direitos humanos sobre sua incapacidade de representar os trabalhadores migrantes, considerado os empregados mais maltratados em Israel. Em 2009, a Histadrut começou a aceitar trabalhadores migrantes. Outra crítica da Histadrut é que ele aparece para proteger grupos de interesse de poderosos no mercado de trabalho e que não protege todos os trabalhadores.